# Нарбут Георгій Іванович
Гео́ргій (Ю́рій) Іва́нович На́рбут (25 лютого (9 березня) 1886, Нарбутівка, Глухівський повіт, Чернігівська губернія, Російська імперія — 23 травня 1920, Київ, Українська Народна Республіка) — український художник-графік, ілюстратор. Автор перших українських державних знаків — банкнот і поштових марок УНР. Один із засновників і ректор Української академії мистецтв.
Брат поета Володимира Нарбута, батько художника Данила Нарбута і танцівниці Марини Березовської.

## Життєпис
Георгій Іванович Нарбут народився 25 лютого [9 березня] 1886 року на хуторі Нарбутівці Глухівського повіту Чернігівської губернії, Російська імперія (нині Сумська область, Україна), в родині, що походила зі збіднілої литовської шляхти.
- Георгій Нарбут гімназист

Початкову художню освіту здобув самотужки. У 1896—1906 роках навчався у Глухівській чоловічій гімназії. У 1906—1917 роках жив у Санкт-Петербурзі. Певний час навчався у Івана Білібіна та Мстислава Добужинського. 1907 року Георгій Нарбут навчався у приватній студії учениці Іллі Рєпіна Єлизавети Званцевої. У 1909 році удосконалював майстерність у Мюнхені, в школі Шимона Голлоші. Після повернення до Санкт-Петербурга став членом «мистецького об'єднання Світ мистецтва».
У 1910—1912 роках працював над ілюстраціями до казок Ганса Крістіана Андерсена, байок Івана Крилова, народних казок і дитячих пісень.
Як чудовий знавець українського стародавнього мистецтва та геральдики, виконав безліч гербів, ілюстрував або оформлював Малоросійський Гербовник (Владислава Лукомського і Вадима Модзалевського, 1914 рік), «Герби гетьманів Малоросії» (1915 рік), «Старовинна архітектура Галичини» (Юрія Лукомського, 1905 рік), «Стародавні садиби Харківської губернії» (1917 рік) та ін.
- Георгій Нарбут до 1917 р.

Щоліта приїздив в Україну до Глухова, де вивчав пам'ятки української старовини. Свій герб Нарбут підписав так: «Мазепинець полку Чернігівського, Глухівської сотні, старшинський син, гербів і емблем живописець» (1912 рік).

### Українська революція
У березні 1917 року переїхав до Києва. Створював ескізи військових мундирів армії України, оформлень упаковок та етикеток для українських товарів, гральних карт. Розробив поштові марки Української Народної Республіки в 30, 40 і 50 шагів. У вересні 1917 року став професором графіки новоствореної Української академії мистецтв, а з грудня 1917 року (за іншими даними, з лютого 1918 року) — її ректором. В цей період виконав цикл українських державних паперів, крім марок він розробляв банкноти, грамоти, листівки.
- Засновники Української академії мистецтв. Стоять (зліва направо): Нарбут, Василь Кричевський, Бойчук. Сидять (зліва направо): Маневич, Мурашко, Федір Кричевський, Грушевський, Стешенко, Бурачек. Грудень 1917.

Опрацював проєкти Державного Герба і Печатки Української Держави. 18 липня 1918 року гетьман Павло Скоропадський затвердив створену Нарбутом малу Державну печатку — зображення козака з пищалем на плечі на восьмикутному тлі, у верхній частині якого було розміщено володимирський тризуб.
Згодом співпрацював із журналами «Наше минуле», «Зорі», «Солнце Труда», «Мистецтво» та ін. У 1918—1920 роках разом з Миколою Зеровим, Сергієм Єфремовим, Павлом Зайцевим і Вадимом Модзалевським створив літературно-художню містифікацію — «неслужащого дворянина Лупу Юдича Грабуздова» («українського Козьму Пруткова», за висловом Максима Рильського), за «авторством» якого створювалися поезії, оповідання, пародійні «наукові» трактати, графічні твори тощо.
Національним здобутком Георгія Нарбута є видана ним Українська абетка, яка є зразком мистецтва української каліграфії.
До учнів і послідовників Нарбута належать Марко Кирнарський, Павло Ковжун, Роберт Лісовський, Леонід Хижинський, Іван Мозалевський, Олександр Могилевський, Лесь Лозовський, Антон Середа, Олексій Маренков. Художник підтримував тісні дружні стосунки з українськими культурними діячами різних напрямів і стилів (письменниками Миколою Зеровим, Павлом Тичиною, Михайлем Семенком, композитором Пилипом Козицьким, науковцями Сергієм Єфремовим, Вадимом Модзалевським, Павлом Зайцевим, Віктором Романовським, Стефаном Таранушенком).
Помер від епідемічного висипного тифу 23 травня 1920 року в Києві. Похований на Байковому кладовищі (ділянка № 2)
- Процесія з домовиною Нарбута проходить повз Думську площу.
- Надгробок на могилі Нарбута.

## Творчість

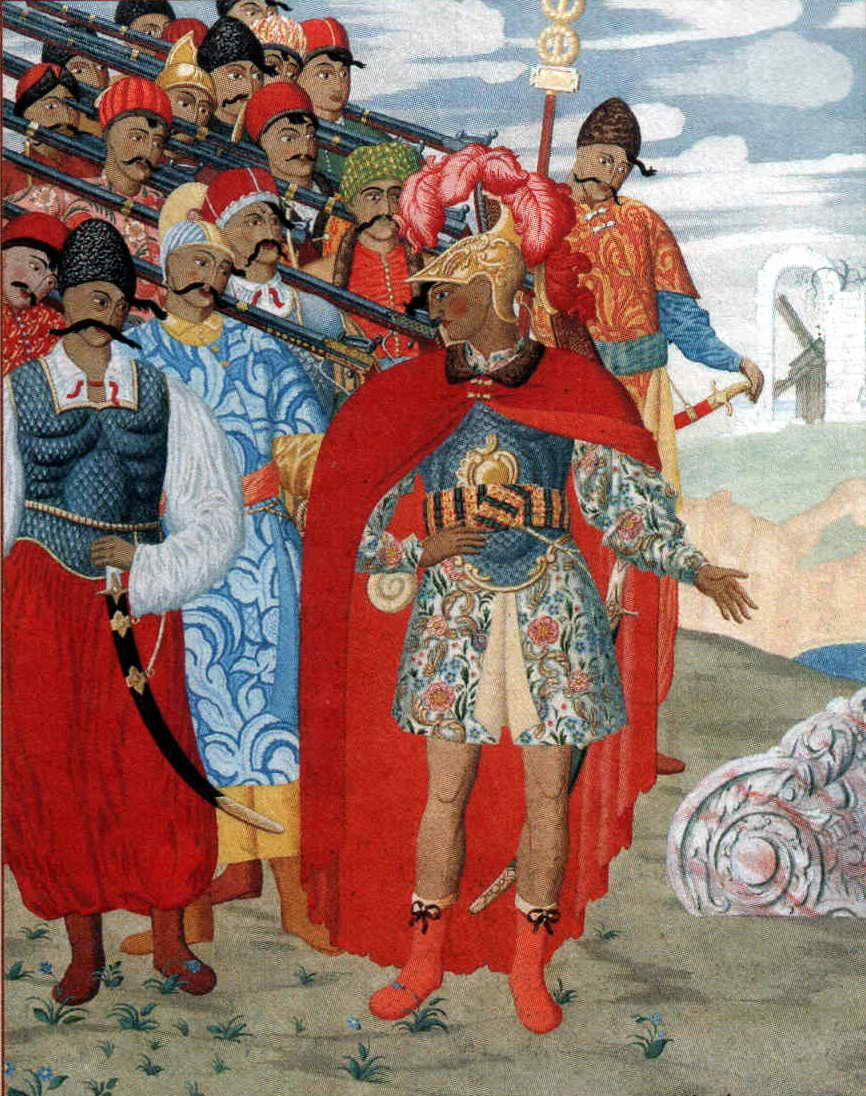
Ілюстрація до «Енеїди» Івана Котляревського

Його творчість — це яскрава сторінка в українському мистецтві. Його цілком справедливо називали одним з найвизначніших графіків сучасності. Рання творчість зазнала значного впливу широковідомого об'єднання художників «Світ мистецтва». Крім творчості художників «Світ мистецтва» у галузі театрально-декораційного мистецтва та книжкової графіки, визначальний вплив на Нарбута справило давнє українське малярство і графіка XVII—XVIII століть, геральдика українських родів, графіка українських рукописів і стародруків. З часом Нарбут виріс у глибоко оригінального митця, довкола якого утворилась ціла школа з його послідовників у галузі графіки й ілюстрування книжок. Ним, разом з його сучасниками: Василем Кричевським, Тимофієм і Михайлом Бойчуками, Іваном Падалкою, Василем Седлярем, Оленою Кульчицькою, Антоном Середою, Олексою Новаківським, Петром Холодним та іншими майстрами започаткував стильові ознаки українського мистецтва 20–30-х років в графіці.
Визначним досягненням Нарбута і всієї української графіки є його «Українська абетка» (1917), в якій художник досяг граничної простоти й водночас вишуканості композиції, малюнка й кольору. У вирішенні літер абетки Нарбут об'єднав досягнення як української рукописної та друкованої книги, так і досягнення західноєвропейських майстрів шрифту. Нарбутівська «Українська абетка» й донині залишається неперевершеною завдяки високій майстерності художника й глибокому розумінню ним шрифтового мистецтва.
Останнім великим мистецьким задумом Нарбута було ілюстрування «Енеїди» Івана Котляревського, але через передчасну смерть він встиг виконати лише одну ілюстрацію.
Мав величезний вплив і на становлення інших художників, таких як Сергій Конончук та Микола Алексєєв. На формування образної мови Конончука вплинули властиві Нарбуту тонка стилізація мотивів ампіру, звернення до традицій українського бароко, до орнаментики та геральдики старовинних українських гравюр.
У 1919 року мотивом кількох графічних творів Георгія Нарбута стали зображення трикутника Серпінського, зокрема візерунки, натхнені цією фігурою, використано ним при оформленні кількох номерів журналів «Мистецтво» (№ 3—5/6, 1919 рік та № 1, 1920 рік).
Є оформлювачем банкнот української гривні доби УНР.

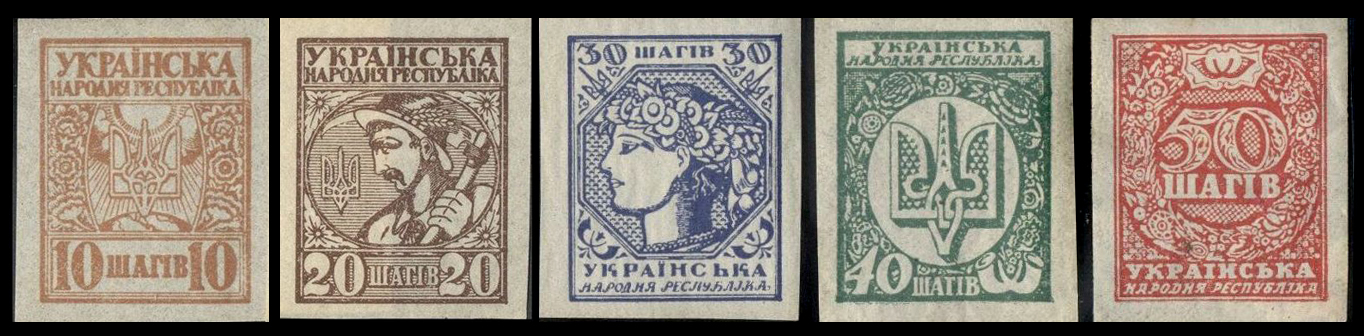
Цей випуск шагів 1918 року розроблений графіками Антоном Середою й Георгієм Нарбутом.

## Вшанування

### У філателістиці
У 1992 році пошта України здійснила перший випуск стандартних марок за малюнками Нарбута

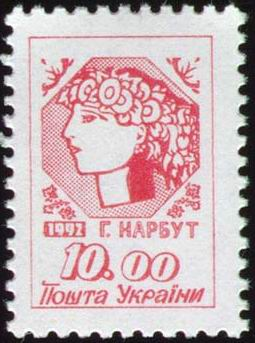
Серія від 16 травня, каталог Michel, #80
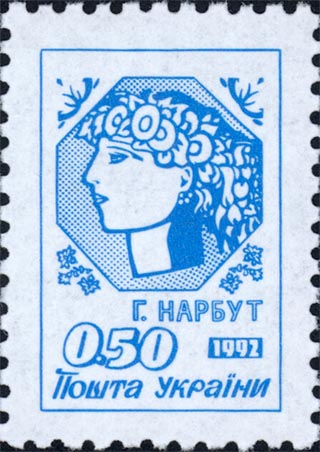
Серія від 17 червня, каталог Michel, #75

У 2005 році Укрпошта випустила блок до 120-річчя з дня народження Георгія Нарбута.

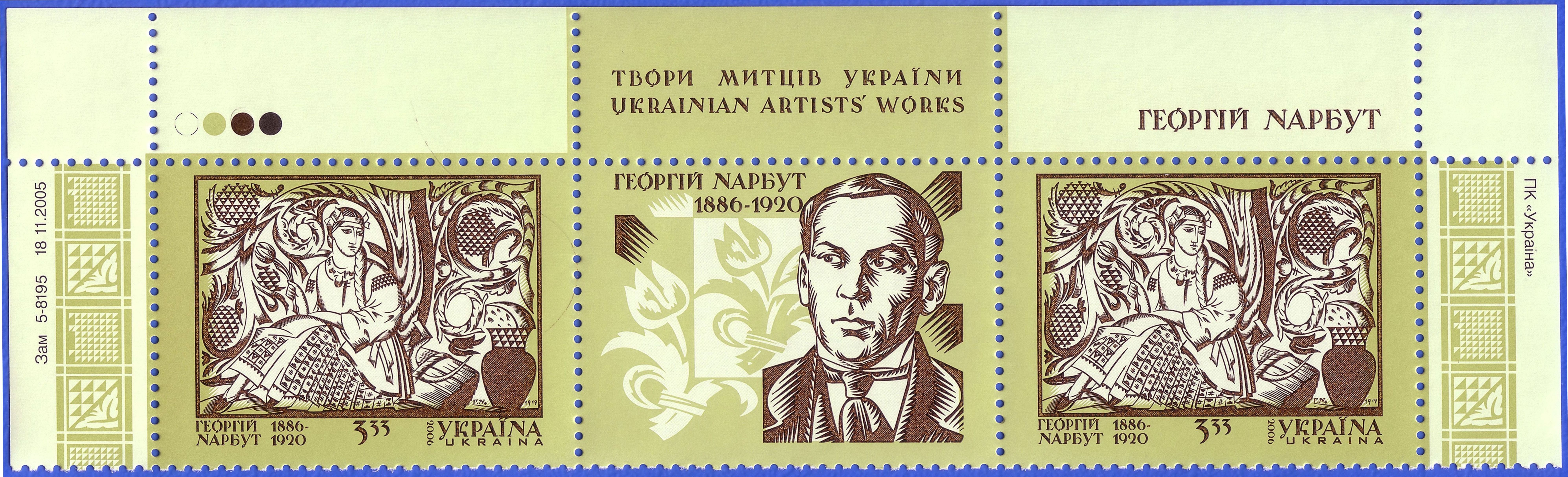
Mi #769 з марками, на яких зображено заставку для розділу «Поезія» журналу «Мистецтво», 1919

### На телебаченні

Меморіальна дошка на честь Нарбута Георгія Івановича на вул. Володимирській, 64/13 у Києві, де він жив і творив.

- 1992 — Георгій Нарбут. Живі картини (режисер Юлія Лазаревська, 24 хв.)
- 1993 — Незавершений автопортрет. Георгій Нарбут (студія «Укртелефільм»).
- 2003 — Брати Нарбути (кіностудія «Контакт», серія «Обрані часом», 30 хв.)